# 俞顺章
俞顺章（1932年11月—2023年8月28日），男，江苏太仓人，中国流行病学家，曾任复旦大学教授、博士生导师。

## 家庭
祖父俞鳳賓曾任中华医学会会长。